# Маляры
«Маляры» (англ. Wet Painters) — 50-я серия американского мультсериала «Губка Боб Квадратные Штаны». Данный эпизод был создан в 2001 году и показан 10 мая 2002 года на телеканале «Nickelodeon» в США, а в России — 31 октября 2004 года.

## Сюжет
Губка Боб и Патрик устраивают настоящий беспорядок в «Красти Крабе», думая, что это привлечёт клиентов: Сквидвард обманул их. Мистер Крабс рассердился из-за этого, когда они разбили ему окно. Однако он всё понял и решил чем-то занять их, предложив заняться «супер особым тайным заданием» — покрасить его дом изнутри. Однако мистер Крабс говорит им, что краска, которую они используют, является несмываемой, поэтому, если Губка Боб и Патрик заляпают что-либо, кроме стены, Крабс сделает из них чучела (оторвёт им задницы, в прямом смысле этого слова) и повесит их над камином.
Губка Боб и Патрик зашли в дом и ахнули от удивления, увидев кучу картин и ценных вещей. Друзья кладут маленький брезент, добавляя после этого ещё немного таких же. Успешно открыв банки с краской, Губка Боб достаёт огромную кисть, но после решает использовать миниатюрную кисточку. Боб макнул её в краску и — шесть часов спустя — аккуратно рисует каплю на стене, которая начинает стекать. Губка Боб в панике дует на каплю, изменяя её направление, а после сушит её феном, создавая гигантский пузырь краски. Патрик по глупости надувает второй пузырь краски, и они сливаются. Губка Боб уверяет, что пузырь не может стать больше, но Патрик доказывает обратное, используя насос. Пузырь лопается, окрашивая дом мистера Крабса, не попав ни на что, кроме… первого доллара мистера Крабса.
Губка Боб пытается вытереть пятно своим галстуком, но делает только хуже, покрывая весь доллар краской. Затем друзья пробуют такие способы, лишь бы не «потерять свои задницы», как стирка в стиральной машине, распиливание, поливка из шланга, избиение доллара дубинкой и разбивание компьютером, но всё безрезультатно. Затем они решают повесить на стену обычный доллар; Патрик достаёт его из бумажника, но лишь покупает на него шоколадку в торговом автомате мистера Крабса.
В неудачный момент мистер Крабс возвращается домой. Он осматривает дом, хвалит друзей, ведь всё было идеально. Губка Боб и Патрик собираются уходить, но мистер Крабс начинает паниковать, и они думают, что мистер Крабс узнал об испорченном долларе. Они извиняются, но мистер Крабс лишь был удивлён, что они вытерли пыль с его вещей. После он снова впадает в панику, Губка Боб и Патрик снова извиняются — Крабс был удивлён крашеным плинтусом. Юджин в очередной раз впадает в панику, так как Боб и Патрик «трогали его дорогих кукол» — одна из его кукол в его коллекции не стояла прямо. Он говорит, что теперь они могут идти домой, но затем натыкается на кучу картин, где висел его первый доллар, и снимает их, после чего видит висящего и закрывающего доллар Губку Боба. Крабс снимает Губку и, наконец, видит свой первый доллар, испачканный краской и обрисованный фломастером (Патрик думал, что мистер Крабс купится на это). Видя это, мистер Крабс впадает в ярость, а затем… лижет доллар, и вся краска смывается. Боб и Патрик стоят в замешательстве, и мистер Крабс говорит им, что краска смывается слюной. Губка Боб приходит к выводу, что мистер Крабс солгал о том, что краска была несмываемой, чтобы они были осторожны; но Крабс говорит, что он лишь хотел пошутить над ними, и начинает смеяться с этого, а Губка Боб и Патрик уходят с возмущёнными лицами. Однако мистер Крабс смеётся так сильно, что начинает плеваться во все стороны, отчего вся краска на стенах начинает таять. Он разочарованно вздыхает и бормочет себе под нос, что ему нужно научиться «говорить, а не плеваться».

## Роли
- Том Кенни — Губка Боб, рассказчик
- Билл Фагербакки — Патрик Стар
- Роджер Бампасс — Сквидвард
- Клэнси Браун — мистер Крабс

### Роли дублировали
- Сергей Балабанов — Губка Боб
- Юрий Маляров — Патрик Стар
- Иван Агапов — Сквидвард
- Александр Хотченков — мистер Крабс
- Алексей Власов — рассказчик

## Производство
Серия «Маляры» была написана К. Х. Гринблаттом, Казом Прапуоленисом и Марком О’Хэйром; Фрэнк Вэйсс взял роль анимационного режиссёра, Карсон Куглер и Калеб Мойрер были главным раскадровщиками серии. Впервые данная серия была показана 10 мая 2002 года в США на телеканале «Nickelodeon».
«Маляры» — первая серия совместной работы Каза и Карла Гринблатта; Гринблатт ранее работал с Аароном Спрингером, Каз — с Полом Тиббитом. Каз получал удовольствие во время работы с Гринблаттом. По словам Каза, Карл был «разговорчив, весел и полон энергии». Он сказал: «Мы обсуждали почти всё, над чем работали. Мы с Карлом выбрасывали целые куски набросков и перерисовывали их заново. Это делало конечные версии серий более похожими на наши собственные». Каз также считает серию «Маляры» одной из самых смешных серий, среди которых он работал с Гринблаттом. Изначально в серии, согласно раскадровке, перед выходом мистера Крабса из офиса должна была быть сцена, где Губка Боб, катаясь на Патрике, говорит: «Я посвящаю эту катастрофу моему лучшему другу Сквидварду!»
Серия «Маляры» была выпущена на DVD-диске «Sponge for Hire» 2 ноября 2004 года. Она также вошла в состав DVD «SpongeBob SquarePants: The Complete 3rd Season», выпущенного 27 сентября 2005 года, и «SpongeBob SquarePants: The First 100 Episodes», выпущенного 22 сентября 2009 года и состоящего из всех эпизодов с первого по пятый сезоны мультсериала. Позже серия вошла в состав DVD «SpongeBob, You’re Fired!», который вышел 29 апреля 2014 года.

## Отзывы критиков
«Маляры» получили в целом положительные отзывы от поклонников мультсериала и критиков. На сайте «IMDb» серия имеет оценку 9,5/10.
Дэвид Райан из «DVD Verdict» хорошо оценил данную серию, похвалив такие детали, как совместные усилия Губки Боба и Патрика стереть краску с доллара. Райан сказал: «Патрик особенно глуп в этой серии, плюс здорово видеть, как два друга проходят через свой особый ад, пытаясь сделать что-то такое простое, как покраска комнаты».